# Jan Stachura (kolarz)
Jan Stachura (ur. 24 września 1948 w Łowiczkach) – polski kolarz szosowy startujący w latach 60. i 70. ubiegłego stulecia w barwach Unii Oświęcim, zwycięzca Tour de Pologne w 1970. 
Jan Stachura pochodzi z podoświęcimskiej miejscowości Łowiczki koło Zatora. Kolarstwo zaczął uprawiać na serio dopiero od osiemnastego roku życia. Jego głównym atutem była jazda na czas.

## Najważniejsze zwycięstwa
- 1970 - Tour de Pologne